# Phylica nigrita
Phylica nigrita är en brakvedsväxtart som beskrevs av Otto Wilhelm Sonder. Phylica nigrita ingår i släktet Phylica och familjen brakvedsväxter. Inga underarter finns listade i Catalogue of Life.